# Kurt Knispel
Kurt Knispel (ur. 20 września 1921 w Salisovie, zm. 28 kwietnia 1945 w morawskiej gminie Vrbovec k. Znojma) – niemiecki żołnierz, jeden z najlepszych czołgistów II wojny światowej, podczas której wsławił się zniszczeniem 168 wrogich czołgów.

## Życiorys
W 1940 roku wstąpił do wojsk pancernych. Następnie przeszedł intensywne przeszkolenie w batalionie treningowym w Żaganiu na Dolnym Śląsku, gdzie miał okazję zapoznać się z konstrukcjami czołgów niemieckich PzKpfw I, PzKpfw II i PzKpfw IV. W październiku 1940 zaczął służbę w 12 Dywizji Pancernej, gdzie jako początkujący pancerniak wykazywał się ponadprzeciętnymi umiejętnościami. W roku 1941 brał udział w operacji Barbarossa i ciężkich walkach z wojskami radzieckimi na froncie wschodnim. Do stycznia 1943 był strzelcem czołgu PzKpfw IV pod dowództwem porucznika Hellmana. 
Największe sukcesy wojenne osiągnął jako celowniczy, a następnie dowódca czołgu PzKpfw VI Tiger, podczas służby w 503. batalionie czołgów ciężkich (sPzAbt 503). Poległ przed zakończeniem wojny w okolicach miasta Znojmo na Morawach, w czasie starcia ogniowego z przeważającymi wojskami radzieckimi.
W 2013 roku w czasie prac ekshumacyjnych w Znojmie odnaleziono jego szkielet w zbiorowej mogile. Prawdopodobnie zmarł w miejscowym szpitalu polowym w wyniku postrzału brzucha i trafienia odłamkiem w głowę.

## Odznaczenia
Źródło:
- Krzyż Żelazny
  - I klasy
  - II klasy
- Odznaka Pancerna w złocie
- Krzyż Niemiecki w złocie (20 maja 1944)